# Démographie de la Marne
La démographie de la Marne est caractérisée par une densité moyenne et une population en croissance modérée depuis les années 1950.
Avec ses 564 107 habitants en 2022, le département français de la Marne se situe en 46e position sur le plan national.
En six ans, de 2015 à 2021, sa population a diminué de près de 7 050 unités, c'est-à-dire de plus ou moins 1 180 personnes par an. Mais cette variation est différenciée selon les 611 communes que comporte le département.
La densité de population de la Marne, 69,1 habitants par kilomètre carré en 2022, est inférieure à celle de la France entière qui est de 107,1 hab./km2 pour la même année.

## Évolution démographique du département de la Marne
Le département a été créé par décret du 4 mars 1790. Il comporte alors six districts (Châlons-sur-Marne, Reims, Épernay, Sézanne, Sainte-Menehould, Vitry-le-François) et 73 cantons. Le premier recensement sera réalisé en 1801 et ce dénombrement, reconduit tous les cinq ans à partir de 1821, permettra de connaître plus précisément l'évolution des territoires.
Avec 337 076 habitants en 1831, le département représente 1,3 % de la population française, qui est alors de 32 569 000 habitants. De 1831 à 1866, il va gagner 53 733 habitants, soit une augmentation de 0,46 % moyen par an, égal au taux d'accroissement national de 0,48 % sur cette même période.
La croissance démographique se poursuit entre la Guerre franco-prussienne de 1870 et la Première Guerre mondiale avec un gain de 50 153 habitants, soit un accroissement de 12,99 % alors qu'il est de 10 % au niveau national. La population gagne ensuite 11,86 % pour la période de l'entre-deux guerres courant de 1921 à 1936 parallèlement à une croissance au niveau national de 6,9 %.
À l'instar des autres départements français, le Marne va ensuite connaître un essor démographique, toutefois plus faible, après la Seconde Guerre mondiale. Le taux d'accroissement démographique entre 1946 et 2007 est de 46,41 % alors qu'il est de 57 % au niveau national. La croissance démographique s'est toutefois bien ralentie par la suite, notamment au XXIe siècle.
En 2022, le département comptait 564 107 habitants, en évolution de −1,19 % par rapport à 2016 (France hors Mayotte : +2,11 %).
| 1791 | 1801    | 1806    | 1821    | 1826    | 1831    | 1836    | 1841    | 1846    |
| ---- | ------- | ------- | ------- | ------- | ------- | ------- | ------- | ------- |
| -    | 304 651 | 311 017 | 307 644 | 325 045 | 337 076 | 345 245 | 356 632 | 367 309 |

| 1851    | 1856    | 1861    | 1866    | 1872    | 1876    | 1881    | 1886    | 1891    |
| ------- | ------- | ------- | ------- | ------- | ------- | ------- | ------- | ------- |
| 373 302 | 372 050 | 385 498 | 390 809 | 386 157 | 407 780 | 421 800 | 429 494 | 434 734 |

| 1896    | 1901    | 1906    | 1911    | 1921    | 1926    | 1931    | 1936    | 1946    |
| ------- | ------- | ------- | ------- | ------- | ------- | ------- | ------- | ------- |
| 439 577 | 432 882 | 434 157 | 436 310 | 366 734 | 397 773 | 412 156 | 410 238 | 386 926 |

| 1954    | 1962    | 1968    | 1975    | 1982    | 1990    | 1999    | 2006    | 2011    |
| ------- | ------- | ------- | ------- | ------- | ------- | ------- | ------- | ------- |
| 415 141 | 442 135 | 485 388 | 530 399 | 543 627 | 558 217 | 565 229 | 565 841 | 566 571 |

| 2016    | 2021    | 2022    | - | - | - | - | - | - |
| ------- | ------- | ------- | - | - | - | - | - | - |
| 570 883 | 565 292 | 564 107 | - | - | - | - | - | - |

## Population par divisions administratives

### Arrondissements
Le département de la Marne comporte quatre arrondissements. La population se concentre principalement sur l'arrondissement de Reims, qui recense 53 % de la population totale du département en 2022, avec une densité de 207,7 hab./km2, contre 21 % pour l'arrondissement d'Épernay, 19 % pour celui de Châlons-en-Champagne et 8 % pour celui de Vitry-le-François.
| Arrondissement       | Population(2022) | Variation(2022/2016)                       | Superficie(km2) | Densité(hab./km2) |
| -------------------- | ---------------- | ------------------------------------------ | --------------- | ----------------- |
| Reims                | 297 492          | en évolution de +0,96 % par rapport à 2016 | 1 432,4         | 207,7             |
| Épernay              | 115 976          | en évolution de −3,57 % par rapport à 2016 | 2 722,4         | 42,6              |
| Châlons-en-Champagne | 107 104          | en évolution de −2,56 % par rapport à 2016 | 2 612,4         | 41                |
| Vitry-le-François    | 43 535           | en évolution de −5,41 % par rapport à 2016 | 1 402           | 31,1              |
| Source : Insee.      |                  |                                            |                 |                   |

### Communes de plus de5 000 habitants
Sur les 611 communes que comprend le département de la Marne, 28 ont en 2021 une population municipale supérieure à 2 000 habitants, onze ont plus de 5 000 habitants et cinq ont plus de 10 000 habitants : Reims, Châlons-en-Champagne, Épernay, Vitry-le-François et Tinqueux.
Les évolutions respectives des communes de plus de 5 000 habitants sont présentées dans le tableau ci-après.
| Commune              | Population(2022) | Variation(2022/2016)                        | Superficie(km2) | Densité(hab./km2) |
| -------------------- | ---------------- | ------------------------------------------- | --------------- | ----------------- |
| Reims                | 178 478          | en évolution de −2,53 % par rapport à 2016  | 46,9            | 3 805,5           |
| Châlons-en-Champagne | 43 218           | en évolution de −3,92 % par rapport à 2016  | 26,05           | 1 659             |
| Épernay              | 22 022           | en évolution de −4,6 % par rapport à 2016   | 22,69           | 970,6             |
| Vitry-le-François    | 11 349           | en évolution de −9,58 % par rapport à 2016  | 6,45            | 1 759,5           |
| Tinqueux             | 10 662           | en évolution de +5,61 % par rapport à 2016  | 4,15            | 2 569,2           |
| Bétheny              | 7 030            | en évolution de +3,12 % par rapport à 2016  | 19,9            | 353,3             |
| Cormontreuil         | 6 454            | en évolution de −1,13 % par rapport à 2016  | 4,62            | 1 397             |
| Fismes               | 5 884            | en évolution de +7,12 % par rapport à 2016  | 16,75           | 351,3             |
| Saint-Memmie         | 5 439            | en évolution de −1,96 % par rapport à 2016  | 12,64           | 430,3             |
| Aÿ-Champagne         | 5 148            | en évolution de −10,33 % par rapport à 2016 | 31,94           | 161,2             |
| Mourmelon-le-Grand   | 4 984            | en évolution de −3,84 % par rapport à 2016  | 23,21           | 214,7             |
| Source : Insee.      |                  |                                             |                 |                   |

## Structures des variations de population

### Soldes naturels et migratoires depuis 1968
La variation moyenne annuelle est en régression depuis les années 1970, passant de 1,3 à −0,2 %.
Le solde naturel annuel qui est la différence entre le nombre de naissances et le nombre de décès enregistrés au cours d'une même année, a baissé, passant de 0,9 à 0,2 %. La baisse du taux de natalité, qui passe de 19,2 à 10,9 ‰, est en fait compensée par une baisse plus faible du taux de mortalité, qui parallèlement passe de 9,9 à 9,4 ‰.
Le flux migratoire devient également négatif sur la période courant de 1968 à 2021. Il baisse de 0,4 à −0,4 %.
| Indicateurs démographiques                       | 1968 à1975 | 1975 à1982 | 1982 à1990 | 1990 à1999 | 1999 à2010 | 2010 à2015 | 2015 à2021 |
| ------------------------------------------------ | ---------- | ---------- | ---------- | ---------- | ---------- | ---------- | ---------- |
| Variation annuelle moyenne de la population en % | 1,3        | 0,4        | 0,3        | 0,1        | 0,0        | 0,2        | -0,2       |
| - due au solde naturel en %                      | 0,9        | 0,7        | 0,6        | 0,5        | 0,4        | 0,4        | 0,2        |
| - due au solde apparent des entrées sorties en % | 0,4        | -0,3       | -0,3       | -0,3       | -0,4       | -0,1       | -0,4       |
| Taux de natalité en ‰                            | 19,2       | 16,0       | 15,0       | 13,0       | 12,6       | 12,3       | 10,9       |
| Taux de mortalité en ‰                           | 9,9        | 9,2        | 8,9        | 8,5        | 8,5        | 8,6        | 9,4        |
| Source : Insee.                                  |            |            |            |            |            |            |            |

### Mouvements naturels sur la période 2014-2022
En 2014, 6 889 naissances ont été dénombrées contre 4 829 décès. Le nombre annuel des naissances a diminué depuis cette date, passant à 5 790 en 2022, indépendamment à une augmentation, mais relativement faible, du nombre de décès, avec 5 766 en 2022. Le solde naturel est ainsi positif et diminue, passant de 2 060 à 24.
Pour des raisons techniques, il est temporairement impossible d'afficher le graphique qui aurait dû être présenté ici.

## Densité de population
La densité de population est en augmentation depuis 1968, en cohérence avec l'augmentation de la population.
En 2021, la densité était de 69,2 hab./km2.
| 1968 |  | 59.4 |  |

| 1975 |  | 64.9 |  |

| 1982 |  | 66.6 |  |

| 1990 |  | 68.3 |  |

| 1999 |  | 69.2 |  |

| 2010 |  | 69.2 |  |

| 2015 |  | 70.1 |  |

| 2021 |  | 69.2 |  |

## Répartition par sexes et tranches d'âges
La population du département est plus jeune qu'au niveau national.
En 2021, le taux de personnes d'un âge inférieur à 30 ans s'élève à 36,4 %, soit au-dessus de la moyenne nationale (35,1 %). À l'inverse, le taux de personnes d'âge supérieur à 60 ans est de 26,2 % la même année, alors qu'il est de 26,6 % au niveau national.
En 2021, le département comptait 272 810 hommes pour 292 482 femmes, soit un taux de 51,74 % de femmes, légèrement supérieur au taux national (51,61 %).
Les pyramides des âges du département et de la France s'établissent comme suit.
| Hommes | Classe d’âge | Femmes |
| ------ | ------------ | ------ |
| 0,6    | 90 ou +      | 1,8    |
| 6,5    | 75-89 ans    | 9,2    |
| 16,5   | 60-74 ans    | 17,8   |
| 19,7   | 45-59 ans    | 19,1   |
| 18,6   | 30-44 ans    | 17,5   |
| 19,9   | 15-29 ans    | 18,2   |
| 18,2   | 0-14 ans     | 16,6   |

| Hommes | Classe d’âge | Femmes |
| ------ | ------------ | ------ |
| 0,7    | 90 ou +      | 1,9    |
| 7,0    | 75-89 ans    | 9,5    |
| 16,6   | 60-74 ans    | 17,5   |
| 20,0   | 45-59 ans    | 19,5   |
| 18,8   | 30-44 ans    | 18,3   |
| 18,3   | 15-29 ans    | 16,7   |
| 18,6   | 0-14 ans     | 16,7   |

## Répartition par catégories socioprofessionnelles
La catégorie socioprofessionnelle des ouvriers est surreprésentée par rapport au niveau national. Avec 13,8 % en 2021, elle est 2,1 points au-dessus du taux national (11,7 %). La catégorie socioprofessionnelle des cadres et professions intellectuelles supérieures est quant à elle sous-représentée par rapport au niveau national. Avec 7,9 % en 2021, elle est 2,2 points en dessous du taux national (10,1 %).
| Catégorie socioprofessionnelle                    | 2015    | 2015 | 2021    | 2021 | Détails de l'année 2021 | Détails de l'année 2021 | Détails de l'année 2021            | Détails de l'année 2021            | Détails de l'année 2021            |
| Catégorie socioprofessionnelle                    | Nb      | %    | Nb      | %    | Hommes                  | Femmes                  | Part en % de la population âgée de | Part en % de la population âgée de | Part en % de la population âgée de |
| Catégorie socioprofessionnelle                    | Nb      | %    | Nb      | %    | Hommes                  | Femmes                  | 15 à 24 ans                        | 25 à 54 ans                        | 55 ans ou +                        |
| ------------------------------------------------- | ------- | ---- | ------- | ---- | ----------------------- | ----------------------- | ---------------------------------- | ---------------------------------- | ---------------------------------- |
| Agriculteurs exploitants                          | 9 407   | 2,0  | 8 593   | 1,8  | 5 715                   | 2 878                   | 0,1                                | 2,4                                | 1,9                                |
| Artisans, commerçants, chefs d'entreprise         | 13 174  | 2,8  | 14 718  | 3,2  | 10 270                  | 4 448                   | 0,6                                | 5,1                                | 2,0                                |
| Cadres et professions intellectuelles supérieures | 33 684  | 7,2  | 36 868  | 7,9  | 20 385                  | 16 484                  | 2,1                                | 13,7                               | 3,7                                |
| Professions intermédiaires                        | 61 353  | 13,1 | 63 807  | 13,7 | 28 610                  | 35 196                  | 8,4                                | 23,0                               | 5,2                                |
| Employés                                          | 78 755  | 16,8 | 73 837  | 15,8 | 19 011                  | 54 826                  | 15,1                               | 24,6                               | 6,2                                |
| Ouvriers                                          | 70 240  | 15,0 | 64 417  | 13,8 | 50 641                  | 13 776                  | 12,6                               | 21,6                               | 5,5                                |
| Retraités                                         | 123 926 | 26,4 | 125 053 | 26,8 | 56 148                  | 68 905                  | 0,0                                | 0,2                                | 67,7                               |
| Autres personnes sans activité professionnelle    | 78 575  | 16,7 | 79 273  | 17,0 | 31 800                  | 47 473                  | 61,1                               | 9,5                                | 7,8                                |
| Ensemble                                          | 469 114 | 100  | 466 567 | 100  | 222 581                 | 243 986                 | 100                                | 100                                | 100                                |
| Sources : Insee,.                                 |         |      |         |      |                         |                         |                                    |                                    |                                    |